# Oggetto transizionale

Legenda: (a) genitore, (b) figlio, (1) illusione, (2) oggetto transizionale

Nello sviluppo infantile umano, un oggetto transizionale è, solitamente, un oggetto fisico che fornisce conforto psicologico al bambino, sostituendo progressivamente il legame simbiotico genitore-figlio.
Gli esempi più comuni includono bambole, orsacchiotti o coperte.

## Eziologia
Il termine oggetto e/o fenomeno transizionale è stato utilizzato dal pediatra e psicoanalista inglese Donald Woods Winnicott. Egli ha introdotto i concetti di oggetti transizionali e fenomeni transizionali (o esperienze transizionali) riferendosi a un particolare momento dello sviluppo. Per ‘transizionale’ Winnicott intende una fase di sviluppo intermedia fra quella psichica e della realtà esterna, ovvero tra l'erotismo orale del bambino e il rapporto oggettuale vero e proprio. In questa ‘area transizionale’ possiamo individuare gli ‘oggetti transizionali’.
L'oggetto transizionale descrive il viaggio del lattante dal puramente soggettivo (nell'area della sua onnipotenza), all'oggettività.
A questi oggetti i bambini si attaccano profondamente e spesso diventano di importanza vitale, per esempio, nella fase immediatamente precedente al dormire.
Quando il bambino inizia a separare il "me" dal "non-me" e si evolve dalla completa dipendenza a uno stadio di relativa indipendenza, utilizza oggetti transizionali. I bambini più piccoli vedono se stessi e la madre come un unico insieme. In questa fase la madre "porta il mondo" al neonato, e gli conferisce un "momento di illusione", una convinzione che il proprio desiderio crea l'oggetto del suo desiderio, che porta con sé un senso di soddisfazione. Winnicott chiama questa fase "onnipotenza soggettiva". Accanto all'onnipotenza soggettiva di un bambino si trova una realtà oggettiva, che costituisce la consapevolezza del bambino della separazione tra sé e gli oggetti desiderati. Mentre l'esperienza di onnipotenza soggettiva è quella in cui il bambino sente che i suoi desideri creano soddisfazione, l'esperienza della realtà oggettiva è quella in cui il bambino ricerca indipendentemente gli oggetti del desiderio.
Più avanti il bambino si rende conto che la madre è un'entità separata. Il bambino si rende conto di essere dipendente dagli altri, perdendo così l'idea di essere indipendente. Questa realizzazione crea un periodo difficile e porta con sé frustrazione e ansia. La madre non può sempre essere lì per "portare il mondo" al bambino, una realizzazione che ha un impatto potente, piuttosto doloroso, ma alla fine costruttivo sul bambino. Attraverso la fantasia sull'oggetto dei suoi desideri, il bambino troverà conforto. Un oggetto transizionale può essere utilizzato in questo processo. L'oggetto transizionale è spesso il primo possesso "non io" che appartiene veramente al bambino. Questo può essere un oggetto reale come una coperta o un orsacchiotto, ma altri "oggetti", come una melodia o una parola, possono anche svolgere questo ruolo. Questo oggetto rappresenta il fatto che il bambino stesso è in grado di creare anche ciò di cui ha bisogno. Permette al bambino di avere un legame fantastico con la madre quando si separa gradualmente per periodi di tempo sempre più lunghi.
In una fase successiva dello sviluppo il bambino non ha più bisogno dell'oggetto transizionale. È in grado di fare una distinzione tra "me" e "non-me", mantenendola all'interno e all'esterno. Questo sviluppo porta all'uso di illusioni, simboli e oggetti in seguito nella vita.
Winnicott relazionava il concetto di oggetto transizionale a un fenomeno più generale, i fenomeni di transizione, che considerava la base della scienza, della religione e di tutta la cultura. Gli oggetti e i fenomeni transizionali, ha detto, non sono né soggettivi né oggettivi ma partecipano a entrambe le sfere. In Mental Space, Robert Young ha fornito un'esposizione di questi concetti e ha generalizzato il loro ruolo nei fenomeni psichici nella vita adulta.
Una ricerca con i bambini su questo argomento è stata eseguita presso l'Università del Wisconsin da Richard H. Passman e dai suoi associati. Tra le altre scoperte, essi hanno dimostrato che gli oggetti transizionali danno sicurezza ai bambini. Insieme ad altri benefici positivi, avere un oggetto transizionale disponibile può aiutare i bambini ad adattarsi a nuove situazioni, aiutare nel loro apprendimento e adattarsi alle valutazioni dei medici e degli psicologi clinici. La ricerca di Passman sottolinea inoltre che non vi è nulla di anormale nell'essere collegati a essi. Negli Stati Uniti, circa il 60% dei bambini ha almeno qualche attaccamento a un oggetto transizionale.

## Uso terapeutico

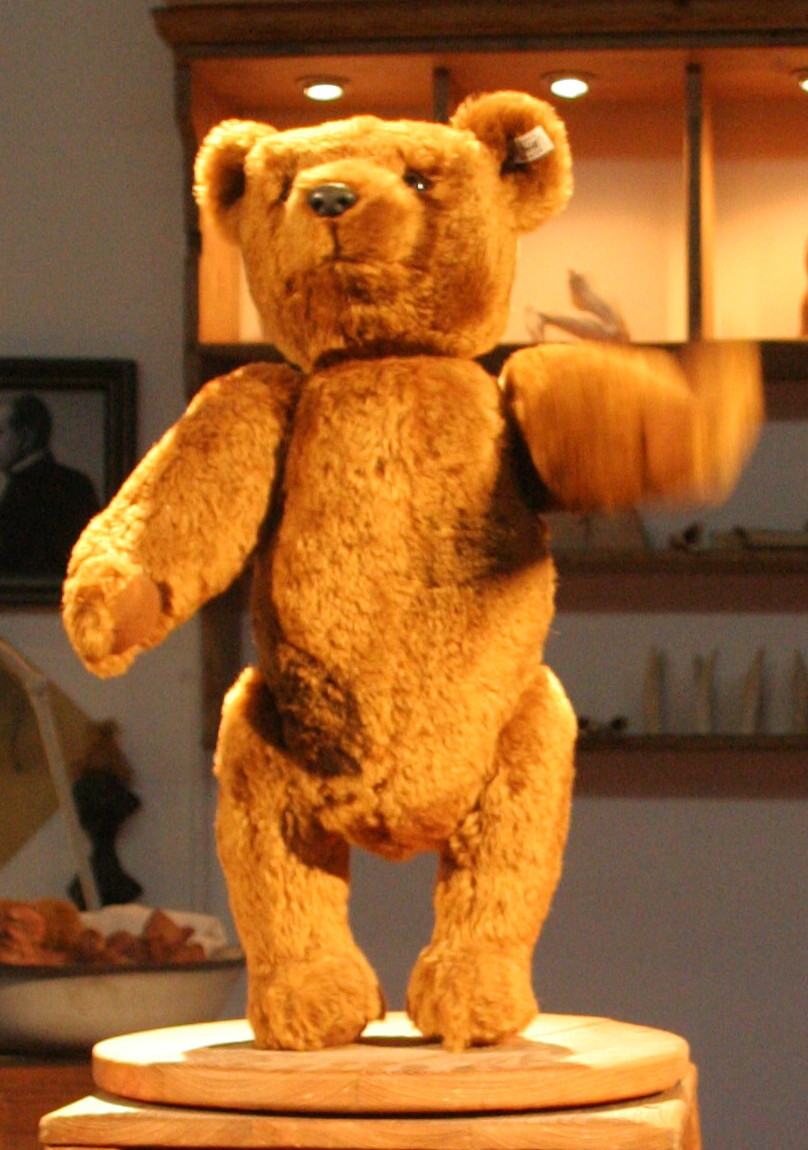
Replica del modello di orsacchiotto 55PB della Steiff

Negli Stati Uniti, le ambulanze e le volanti della Polizia sono talvolta equipaggiate di giocattoli di pezza, da consegnare alle vittime coinvolte in incidenti automobilistici o situazioni di shock traumatico al fine di fornire loro conforto. Spesso le organizzazioni benefiche forniscono oggetti transizionali come coperte e trapunte ai sopravvissuti ai disastri.
Alcuni oggetti transizionali, come coperte o spalline sono stati utilizzati anche dai terapisti occupazionali per alleviare i sintomi dell'ansia, specialmente sui pazienti autistici, promuovendo la stimolazione del tocco come un modo per aumentare la produzione di serotonina, fornendo così una sensazione lenitiva di sicurezza e conforto.
Dopo gli attacchi dell'11 settembre, scrive Marita Sturken in Tourists of History, l'Oklahoma City National Memorial ha inviato seicento orsacchiotti, e lo stato dell'Oklahoma ha inviato sessanta mila animali di pezza a New York, ed essi sono stati distribuiti ai bambini nelle scuole interessate dagli attacchi, organizzazioni di supporto alle famiglie e caserme dei pompieri di New York. "

### Coperte ponderate
Una coperta ponderata o coperta pesante (Weighted blanket) è una coperta piena di palline pesanti. Si è affermato che le coperte ponderate riducono l'ansia e consentono quindi a chi le indossa di addormentarsi più rapidamente. Alcuni studi come quello del Journal of Sleep Medicine & Disorders mostrano che le coperte ponderate migliorano la qualità del sonno.
Le coperte ponderate furono usate per la prima volta nel 1999, quando un terapista occupazionale le usò per aiutare alcuni pazienti con problemi mentali.

## Uso negli adulti
Anche gli adulti possono usare oggetti transizionali. Molti adulti considerano il conforto che gli oggetti transizionali forniscono come essenziale per il loro benessere mentale ed emotivo. Inoltre, secondo un sondaggio del 2011, circa il 35% degli adulti britannici dormono ancora con un orsacchiotto.
La nozione di oggetto transizionale può essere ampliata per includere rappresentazioni della propria famiglia, casa e cultura. È significativo per la persona e dà forza e assistenza psicologica rappresentando il proprio attaccamento emotivo. Questi oggetti possono includere fotografie, memorabilia, registrazioni musicali o persino opere d'arte realizzate con membri della famiglia. Con l'aumento dei trasferimenti lontano da casa e il costante movimento da un luogo all'altro per opportunità di lavoro o immigrazione, è molto comune che le persone portino con sé questi oggetti. Le persone possono guardare a questi oggetti per supporto emotivo durante periodi di transizione, come l'assimilazione a una nuova area o quando si verificano traumi o una perdita significativa.

## Studi Cross-culturali
I ricercatori hanno osservato che l'incidenza del comportamento di attaccamento verso gli oggetti inanimati varia a seconda della cultura in cui il bambino è cresciuto. Si suggerisce che l'attaccamento dei bambini agli oggetti inanimati sarebbe meno frequente nelle società in cui un bambino trascorre la maggior parte della giornata a stretto contatto con sua madre. In particolare, nei paesi occidentali gli oggetti transizionali sono stati in effetti considerati comuni, con tassi che raggiungevano il 60%. In uno studio condotto da Michael Hong, è emerso che circa il 50% dei bambini americani e solo il 20% circa dei bambini coreani ha sviluppato un legame con una coperta o un tipo equivalente di oggetto transizionale primario. Uno studio analogo di Renata Gaddini ha rilevato che circa il 30% dei bambini italiani che vivono in zone urbane e solo il 5% dei bambini delle zone rurali ha sviluppato attaccamenti a oggetti transizionali. L'interpretazione di più studi suggerisce che le pratiche di educazione dei figli influenzano sia l'incidenza dell'attaccamento dei bambini agli oggetti inanimati, sia la scelta degli oggetti di attaccamento.

## Nella cultura di massa
Il concetto di oggetto transizionale è stato reso popolare in tutto il mondo dal personaggio dei fumetti Linus van Pelt, creato da Charles M. Schulz, tanto che in italiano l'oggetto transizionale viene comunemente definito coperta di Linus. Linus lo definì la sua "coperta di sicurezza e felicità", in Good Grief, More Peanuts, stampato nel 1956. Tuttavia, il concetto di coperta di conforto esisteva prima di Peanuts. In un articolo del novembre 1954, lo scrittore "Bev" scrisse di sua figlia: "Coperta di sicurezza. La mia bambina più piccola ha un anno, quando trova una coperta o un cappotto soffice, le stringe sopra la guancia e succhia il pollice." Dal 1920, le coperte che si attaccavano ai neonati addormentati per impedire che rotolassero dal letto e tenessero il corpo coperto venivano soprannominate "coperte di sicurezza".
Nel film Per favore, non toccate le vecchiette, Leo Bloom è incline agli attacchi di panico e per mantenere la calma, porta un frammento della sua coperta blu d'infanzia ovunque vada e va in crisi isterica quando qualcuno glielo toglie finché non glielo restituiscono.
Nel film Le avventure di Elmo in Brontolandia, Elmo ama la sua coperta blu al punto di non volerla condividere, dato che è molto speciale per lui e intraprende una ricerca epica per riaverla quando viene rubata
Nel libro The Giver, "oggetto di conforto" è usato come termine per indicare tutti gli animali imbalsamati. Gli oggetti di conforto sono descritti come "creature immaginarie con nomi divertenti" perché la comunità utopica in cui si svolge il libro non ha animali.